# 저드 트럼프

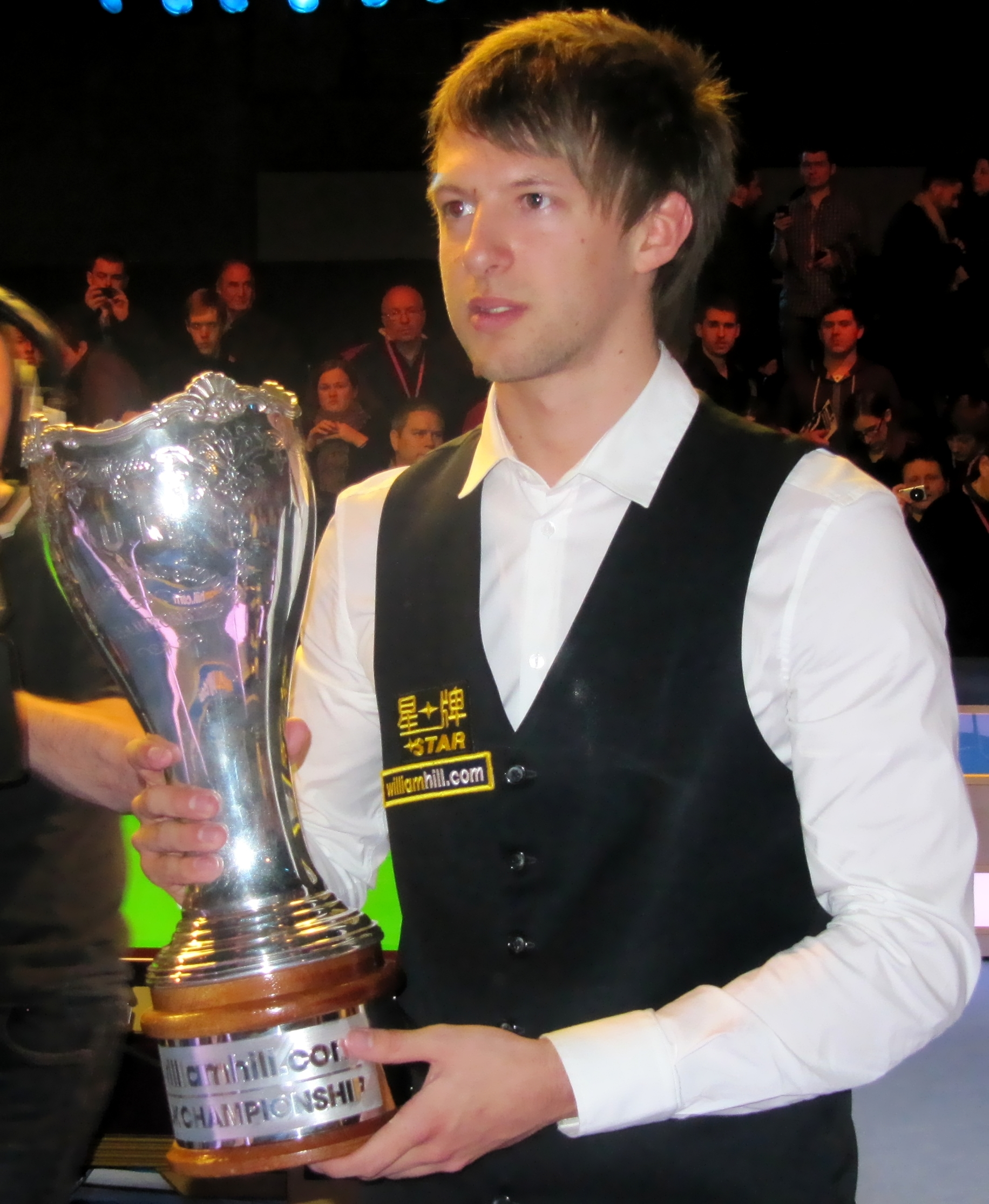
저드 트럼프

저드 트럼프(영어: Judd Trump, 1989년 8월 20일 ~ )는 잉글랜드의 스누커 선수이다.